# Chromocryptus lilloi
Chromocryptus lilloi là một loài tò vò trong họ Ichneumonidae.